# Dusinka
Dusinka – dopływ cieśniny Dziwny, dolny bieg rzeki Wołczenicy lub struga w woj. zachodniopomorskim, w gminie Kamień Pomorski; dawniej Dusinka była jej ujściową odnogą Wołczenicy.
Według źródeł Dusinka była odnogą Wołczenicy rozdzielającą się wraz z Skarchówką w odcinku ujściowym rzeki. Odcinek ten biegnie na północ do Zatoki Cichej cieśniny Dziwny.
Na Mapie Podziału Hydrograficznego Polski wydanej w 2007 roku przez Zakład Hydrografii i Morfologii Koryt Rzecznych IMGW Dusinka jest strugą, która bierze swoje źródła na południowy zachód od wsi Dusin, płynącą na wschód a następnie na północ przy wsi Dusin. Uchodzi do Zatoki Cichej na południe od Bagna nad Zatoką.
Nazwę Skarchówka wprowadzono urzędowo rozporządzeniem w 1949 roku, zastępując poprzednią niemiecką nazwę Düssiner Bach.
Na zachód od ujścia leży wieś Dusin.